# Inverz négyzetes törvény
Az inverz négyzetes törvény egy fizikai törvény, mely azt állítja, hogy bizonyos fizikai mennyiségek vagy intenzitások fordítottan arányosak a távolság négyzetével, ahol a távolságot a fizikai mennyiség forrásától számítják.

Sugárzás terjedése háromdimenziós térben

Az ábrán a vonalak reprezentálják a fluxust, amelyet az S forrás sugároz ki. A fluxusvonalak teljes száma a forrás erősségétől függ, és nem függ a növekvő távolságtól. Nagyobb fluxussűrűség (vonalak száma egységnyi területen) erősebb mezőt jelent. A fluxusvonalak sűrűsége fordítottan arányos a forrástól való távolság négyzetével, mert egy gömb felszíne az átmérő négyzetével arányosan nő.
A vektormező divergenciája, amely a radiális inverz négyzetes törvény szerinti mezők eredménye, mindenhol arányos a helyi források erősségével. A Newton-féle gravitációs törvény megfelel az inverz négyzetes törvénynek, akárcsak az elektromos, mágneses, fény- és sugárzási jelenségek.

## Igazolás
Az inverz négyzetes törvény minden olyan esetre alkalmazható, amikor egy pontszerű forrás a háromdimenziós térben sugároz valamilyen fizikai mennyiséget. Mivel egy gömb felszíne a sugár négyzetével arányos ({\displaystyle A=4\pi r^{2}\,}), és az összes sugárzás egy adott távolságban mindig egy gömb felszínén terül el, az egységnyi felületen áthaladó sugárzás erőssége fordítottan arányos a forrástól való távolság négyzetével.
A Gauss-törvény szintén megfelel ennek, és más esetekben is alkalmazható az inverz négyzetes törvény.

## Előfordulás

### Gravitáció
A gravitáció két tömeggel rendelkező test közötti kölcsönhatás, amely egyenesen arányos a két test tömegével, és fordítottan arányos a két test közötti távolság négyzetével. A gravitációs erő a két test tömegközéppontján áthaladó egyenes mentén hat.
A gravitációs erő nagyságát a Newton-féle gravitációs törvény írja le:
{\displaystyle F=G{\dfrac {m_{1}m_{2}}{r^{2}}}}
ahol F az erő, G a gravitációs állandó, m1 és m2 a két test tömege, r a távolság.
Ha mindkét test tömegeloszlása gömbszimmetrikus, akkor matematikailag a testek pontszerűnek tekinthetők, ahogy azt a gömbhéj-elmélet tárgyalja.
Máskülönben, figyelembe kell venni a testek alakját, ami bonyolultabb egyenletekhez vezethet, ahol az erő nem minden esetben lesz fordítottan arányos a távolság négyzetével.

### Elektrosztatika
Két elektromosan töltött részecske között az erőhatás arányos az elektromos töltések nagyságával, és fordítottan arányos a köztük lévő távolság négyzetével. Az elektromos erő a két test töltésközéppontján áthaladó egyenes mentén hat.
Az elektromos erő nagyságát a Coulomb-törvény írja le:
{\displaystyle F={\dfrac {1}{4\pi \epsilon _{0}}}{\dfrac {q_{1}q_{2}}{r^{2}}}}
ahol F az erő, ε0 a vákuum permittivitása, q1 és q2 a két töltés nagysága, r a távolság.

### Fény és más elektromágneses sugárzások
A fény vagy más lineáris hullámok, amelyek pontszerű forrásból származnak, az inverz négyzetes törvény szerint terjednek. Ennek értelmében ha egy tárgy kétszer messzebb van a forrástól, csak az energia negyedét kapja.
Még általánosabban: a sugárzási teljesítmény, azaz a gömbi hullámfront intenzitása, inverz négyzetes arányban változik a távolság függvényében (feltéve, hogy nincs abszorpció vagy szórás).

#### Példa 1
A napsugárzás intenzitása, másnéven napállandó, a Merkúr felszínén 9080 W/m2, de csak 1360 W/m2 a Föld légkörén, mivel a Föld megközelítőleg háromszor távolabb van a Naptól, mint a Merkúr. Tehát közel háromszoros távolság kilencszeres csökkenést okoz a fény intenzitásában.

#### Példa 2
Legyen egy ideális antenna teljes kisugárzott energiája P. A forrástól egyre távolabb az energia egyre nagyobb gömbi felszínen terjed ki. Mivel a gömb felszíne r sugár esetén {\displaystyle A=4\pi r^{2}\,}, az I intenzitás (energia egységnyi területen):
{\displaystyle I={\frac {P}{A}}={\frac {P}{4\pi r^{2}}}.\,}
Az intenzitás negyedére csökken, ha a távolság megduplázódik. Decibelben a csökkenés 6,02 dB, a távolság megduplázódásakor.